# Flying-Tiger-Line-Flug 66
Am 19. Februar 1989 verunglückte eine Boeing 747-249F auf dem Flying-Tiger-Line-Flug 66 nahe Kuala Lumpur, nachdem die Maschine im Anflug auf den Flughafen Subang die Mindestflughöhe unterschritten hatte. Die vier Insassen des Frachtflugzeugs kamen bei dem Unfall ums Leben.

## Flugverlauf
Die nur leicht beladene Boeing 747 der Frachtfluggesellschaft Flying Tiger Line startete um 06:04 Uhr Ortszeit vom Flughafen Changi in Singapur und stieg auf eine Reiseflughöhe von rund 6.000 Meter (20.000 Fuß). Der 33-minütige Linienflug zum Flughafen Subang in Kuala Lumpur wurde vom Ersten Offizier ausgeführt, während der Kapitän die Funktion des „pilot not flying“ übernahm. Die Piloten erhielten von der malaysischen Flugsicherung eine Freigabe, das in südöstlicher Verlängerung der Landebahn 33 liegende ungerichtete Funkfeuer Kayell (NDB Kilo Lima) direkt anzusteuern und auf 2134 Meter (7000 Fuß) zu sinken.
Nachdem der Flug von der Anflugkontrolle an den Fluglotsen im Kontrollturm überstellt worden war, folgte um 06:29 Uhr eine Aufforderung, den Sinkflug auf 1067 Meter (3500 Fuß) fortzuführen. Zwei Minuten später bekam die Besatzung die Information, dass das Instrumentenlandesystem (ILS) der Landebahn 33 nicht in Betrieb sei. Der Fluglotse bot den Piloten an, dass sie alternativ einen ILS-Anflug auf die Bahn 15 durchführen könnten. Die Besatzung entschied sich dagegen.
Der Fluglotse erteilte um 06:32 Uhr die Freigabe für einen NDB-Anflug auf die Bahn 33 sowie die Aufforderung auf die Sicherheitsflughöhe von 731 Meter (2400 Fuß) zu sinken. Diese Mitteilung erfolgte mit dem Wortlaut:
Tiger Six Six, descend two four zero zero (Tiger Sechs Sechs, sinken Sie zwei vier null null).
Die Piloten verstanden die Anweisung aber wie folgt: 

Tiger Six Six, descend to four zero zero (Tiger Sechs Sechs, sinken Sie auf vier null null).
Der Kapitän bestätigte die Vorgabe mit den Worten:
Okay, four zero zero,
ohne dass dem Fluglotsen dabei die falsch wiederholte Höhe auffiel und er den Kapitän korrigierte. Die Besatzung setzte den Sinkflug fort und unterschritt die zulässige Mindestflughöhe um 610 Meter (2.000 Fuß). Dichter Frühnebel verhinderte den Sichtkontakt zum Boden.
Das Ground Proximity Warning System löste 30 Sekunden vor dem Aufprall erstmals einen Annäherungsalarm aus und wies auf die zu niedrige Höhe hin. Die dreimaligen, sehr lauten akustischen Warnungen ignorierten die Piloten vollständig. Sie leiteten nicht das hierfür zwingend vorgeschriebene Durchstartmanöver ein. Um 06:36 Uhr streifte die Boeing 747 etwa einen Kilometer vor dem Funkfeuer Kilo Lima in einer Flughöhe von 133 Meter (437 Fuß MSL) einen Hügelkamm, wobei sie an den Tragflächen und dem Höhenleitwerk beschädigt wurde. Wenige Sekunden später schlug die Maschine erneut auf und verlor dabei das Fahrwerk. Das Flugzeug rutschte einen zweiten Hügel hinauf, geriet in Brand und wurde vollständig zerstört. Die Unfallstelle lag rund 14 Kilometer südöstlich des Zielflughafens.

## Unfallursache
Die malaysische Flugverkehrskontrolle hatte festgelegt, dass bei Höhenangaben die Wörter hundred (hundert) und thousand (tausend) zu nennen sind. Der Lotse hätte somit die Formulierung descend two thousand four hundred verwenden müssen. Die Vorgabe der Verkehrskontrolle wurde in der betrieblichen Praxis nicht konsequent umgesetzt. Der verantwortliche Lotse wich von der geforderten Standardterminologie ab, weil er den Eindruck gewonnen hatte, dass seine Anweisungen von den Piloten nicht immer verstanden wurden. Besatzungen, die den Flughafen regelmäßig anflogen, berichteten, dass es einigen Lotsen schwerfiel, das Wort thousand auszusprechen, so dass sie nur Ziffern nannten. Ihre Anweisungen wurden in gleicher, nicht standardisierter Form von den Piloten beantwortet.
Die Ermittler kritisierten auch die mangelhafte Flugvorbereitung der Besatzung. Aufgrund von Baumaßnahmen am Flughafen Subang war das Instrumentenlandesystem (ILS) nur zeitweise in Betrieb. Die malaysischen Behörden hatten die Ausfallzeiten in internationalen NOTAMs mitgeteilt, welche aber von den US-amerikanischen Piloten nicht gelesen worden waren. Diese gingen davon aus, dass das ILS verfügbar sei und hatten sich vor dem Start weder über das Verfahren noch über die Mindestflughöhen informiert, die für einen NDB-Anflug galten. Die Besatzung stellte somit die (falsch verstandene) Freigabe des Lotsen nicht in Frage, obwohl diese sie bereits 15 Kilometer vor der Landebahnschwelle in eine außergewöhnlich niedrige Flughöhe von nur 120 Meter (400 Fuß) brachte.
Nach Ansicht der Ermittler wäre der Unfall vermeidbar gewesen, wenn die Piloten auf den Alarm des Ground Proximity Warning Systems (GPWS) reagiert und einen Steigflug eingeleitet hätten. Die erste akustische Warnmeldung erfolgte 30 Sekunden vor dem Aufprall, 4 Sekunden später ertönte das GPWS ein zweites Mal. Beide Warnungen wurden von den Piloten, welche die Checkliste zur Landung durchgingen, ignoriert. In den letzten 14 Sekunden des Fluges löste das GPWS einen Daueralarm aus, ohne dass eine Reaktion der Crew erfolgte.